# Musei del Trentino-Alto Adige
Questa lista è suscettibile di variazioni e potrebbe essere incompleta o non aggiornata.

Elenco in ordine alfabetico per province dei musei della regione Trentino-Alto Adige.
Inserire nuovi musei sotto le relative Province. In evidenza i comuni con almeno tre musei segnalati.

## Provincia autonoma di Bolzano

### Bolzano e dintorni
- Museo archeologico dell'Alto Adige
- Museo civico di Bolzano
- Museo della scuola
- Museo di scienze naturali dell'Alto Adige
- Museo mercantile
- Museion - Museo d'arte moderna e contemporanea Bolzano
- Messner Mountain Museum
- Memorie della grande guerra
- Collezione di presepi del convento Muri-Gries
- Tesoro del duomo di Bolzano
- Tecneum-Museo della tecnica, presso Caldaro
- Piccolo museo navale di Laives, Laives

### Burgraviato
- Museo delle macchine da scrivere Peter Mitterhofer, a Parcines
- Collezione di presepi "Erhart", a Parcines
- Museo etnografico della Valle, Ultimo
- Castel Lebenberg, Cermes
- Museo della frutticultura sudtirolese, Lana
- Museo contadino di Foiana, Foiana
- Museo agricolo di Brunnenburg, Tirolo
- Castello di Scena, Scena
- Museo storico-culturale della Provincia di Bolzano, Tirolo
- Museo "Andreas Hofer", San Leonardo in Passiria
- Museo provinciale delle miniere, Moso in Passiria
- Heimat Museum, San Martino in Passiria
- Museo della fauna atesina, Postal
- Mooseum, Moso in Passiria
- Gampen Galerie, al passo Palade (San Felice)
- BunCor, a Saltusio di San Martino in Passiria
- Bunker Töll, a Tel di Parcines

#### Merano
- Touriseum e giardini di castel Trauttmansdorff, museo provinciale del turismo
- Castello principesco di Merano
- Kunst Meran/Merano Arte
- Museo civico di Merano
- Museo delle Donne
- Musei ebraico
- Raccolta russo-ortodossa "Nadezda Borodina"
- Museo del vino, presso Castel Rametz

### Val Venosta
- Messner mountain museum Juval, Castelbello-Ciardes
- Museo alta val Venosta, Curon Venosta
- Museo locale di Laudes, Malles
- Museo dell'abbazia di Monte Maria, Malles
- Museo San Procolo, Naturno
- Archeoparc, Senales
- Museo della val Venosta, Sluderno
- Museo delle curiosità alpine, Solda
- Castel Coira, Sluderno
- Messner mountain museum Ortles, Solda
- Museo per la regione dell'Ortles, Solda
- Museo parrocchiale di San Michele, Tubre

### Oltradige-Bassa Atesina
- Museo Castel Moos, Appiano
- Museo provinciale del vino, Caldaro sulla strada del vino
- Museo locale di Termeno, Termeno
- Museo Uomo nel tempo, Cortaccia
- Museo di cultura popolare, Egna
- Museo locale di Aldino, Aldino

### Salto-Sciliar
- Esposizione di fossili, presso Meltina
- Museo dell'apicoltura, Renon
- Museo territoriale di Nova Ponente, Nova Ponente
- Museo di Collepietra, Collepietra presso Cornedo all'Isarco
- Castel Presule, Fiè allo Sciliar
- Museo parrocchiale di Fiè, Fiè allo Sciliar
- Museo contadino - Maso Tscötscher, Siusi allo Sciliar
- Museo della scuola, Castelrotto
- Museum de Gherdëina, Ortisei

### Val d'Isarco
- Museo dei castelli dell'Alto Adige, Ponte Gardena
- Museo civico di Chiusa, Chiusa
- Museo locale Gudon, Gudon
- Museo mineralogico di Tiso, Tiso
- Museo locale di Velturno, Velturno
- Castello di Velturno, Velturno
- Miniera d'argento di Villandro, Villandro
- Museo diocesano, Bressanone
- Museo della Torre Bianca, Bressanone
- Museo della farmacia di Bressanone, Bressanone
- Abbazia di Novacella, Varna

### Val Pusteria
- Casteldarne, Chienes
- Museo Ladin Ćiastel de Tor, San Martino in Badia
- Antiquariatum Sebatum, San Lorenzo di Sebato
- Museo civico di Brunico, Brunico
- Museo degli usi e costumi, (Teodone) Brunico
- Museo del turismo dell'Alta Pusteria, Villabassa
- Museo commemorativo di Gustav Mahler, Dobbiaco
- Museo della collegiata di San Candido, San Candido
- Dolomythos - Museo delle Dolomiti, San Candido
- Collezione di presepi "Stabinger", Sesto
- Museo Rudolf Stolz, Sesto
- Museo parrocchiale di Tures, Campo Tures
- Castel Tures, Campo Tures
- Museo mineralogico "Kirchler", San Giovanni in Valle Aurina
- Museo commemorativo dei fratelli Oberkofler, San Giovanni in Valle Aurina
- Museo provinciale delle miniere - Granaio Cadipietra, Cadipietra
- Museo provinciale delle miniere - Miniera di Predoi, Predoi

### Alta val d'Isarco
- Museo provinciale delle miniere - Mondo delle miniere Ridanna monteneve, Ridanna
- Museo provinciale della caccia e della pesca - Castel Wolfsthurn, Racines
- Museo Multscher e Museo civico di Vipiteno, Vipiteno

## Provincia autonoma di Trento

### Trento
- Castello del Buonconsiglio
- Museo storico in Trento
- Museo dell'aeronautica Gianni Caproni
- Museo d'arte moderna e contemporanea di Trento e Rovereto
- Museo diocesano tridentino
- Museo storico degli Alpini
- MUSE (ex-Museo tridentino di scienze naturali)
- Spazio Archeologico Sotterraneo del Sas

### Rovereto
- MART - Museo d'arte moderna e contemporanea di Trento e Rovereto
- Casa natale di A. Rosmini
- Museo Depero
- Museo storico italiano della guerra
- Museo civico di Rovereto

### Altri
- Albergo alla Corona - Museo del Turismo Trentino, Montagnaga di Piné
- Museo degli strumenti musicali popolari, Roncegno Terme
- Museo del fossile del Monte Baldo, Brentonico
- Museo della grande guerra sul Lagorai, Canal San Bovo fraz. Caoria
- Mostra permanente della Grande Guerra in Valsugana e sul Lagorai, Borgo Valsugana
- Forte Belvedere Gschwent, fortezza e museo 1914-18 di Lavarone
- Museo e pinacoteca della magnifica comunità di Fiemme, Cavalese
- Museo della cartolina S. Nuvoli, Isera
- Museo della civiltà solandra, Malé
- Museo delle palafitte, Molina di Ledro
- Museo geologico delle Dolomiti, Predazzo
- Museo civico di Riva del Garda, Riva del Garda
- Museo degli usi e costumi della gente trentina, San Michele all'Adige
- Museo della guerra adamellina, Spiazzo
- Castello di Stenico, Stenico
- Museo della Guerra Bianca, Vermiglio
- Museo ladino di Fassa, Pozza di Fassa
- Museo Casa De Gasperi, Pieve Tesino
- Museo per Via, Pieve Tesino
- Museo della grande guerra a Passo Fedaia, Canazei
- Museo della grappa e del vino, su villadevarda.com. URL consultato il 22 aprile 2013 (archiviato dall'url originale il 24 marzo 2013).
- Museo delle palafitte di Fiavé, Fiavé
- Museo della Flora e Fauna, Castello Tesino